# Фторид родия(IV)
Фторид родия(IV) — неорганическое соединение, 
соль металла родия и плавиковой кислоты с формулой RhF4,
красно-коричневое вещество.

## Получение
- Действие фтора на нагретый родий:

{\displaystyle {\mathsf {Rh+2F_{2}\ {\xrightarrow {50^{o}C}}\ RhF_{4}}}}
- Действие фтора на нагретый фторид родия(III):

{\displaystyle {\mathsf {2RhF_{3}+F_{2}\ {\xrightarrow {500^{o}C}}\ 2RhF_{4}}}}

## Физические свойства
Фторид родия(IV) образует красно-коричневое вещество.